# Salario

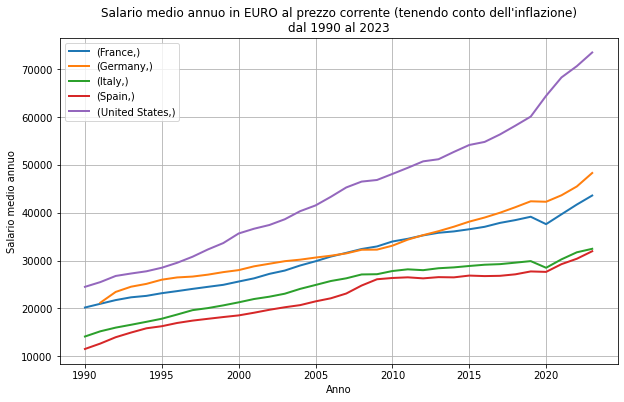
Fonte:

Il salario è la retribuzione monetaria che spetta ad un lavoratore dipendente in ambito di rapporto di lavoro subordinato o assimilabile.
Il termine salario deriva dal latino, in quanto nell'antica Roma ai soldati veniva spesso corrisposta, come integrazione della loro paga, una razione di sale.

## Evoluzione storica concettuale

### Teoria neoclassica[3][4]
Secondo gli economisti di orientamento classico, il salario è la retribuzione del fattore della produzione lavoro e la sua entità dipende dal costo opportunità per il lavoratore della rinuncia ad altre occupazioni (incluso l'ozio) durante il periodo impiegato per svolgere la propria mansione. Secondo questa teoria, la determinazione del salario secondo il concetto di domanda e offerta permette anche a questo fattore della produzione di assestare il suo prezzo al valore ottimale. Da questo punto di vista, le lotte sindacali sono una forma di collusione che influenza la determinazione dei prezzi allontanandoli dall'optimum. Adam Smith nella "Ricchezza delle nazioni" criticò ripetutamente le corporazioni e gli ordini professionali come un ostacolo all'efficienza del libero mercato e all'inserimento dei giovani nel mondo del lavoro.

### Teoria marxista
In contrasto con la precedente visione, secondo gli economisti di orientamento marxista, il salario è il prezzo della forza lavoro che, in ultima istanza, deriva dal valore-lavoro.
La forza lavoro nel capitalismo costituisce una merce e in quanto tale scambiata sul mercato secondo il suo valore come tutte le altre merci: il tempo di lavoro socialmente necessario per la sua produzione, cioè il valore dei mezzi di sussistenza ritenuti, in un dato momento, necessari per la riproduzione della forza-lavoro stessa.

## Terminologia

### Salario reale
In macroeconomia, si definisce salario reale, o potere di acquisto (dei salari), il rapporto {\displaystyle w/p}, nel quale {\displaystyle w} (dall'inglese "wage", salario) indica la remunerazione del fattore lavoro (nell'arco di una specifica durata di tempo: oraria, mensile, ecc.) e {\displaystyle p} è un indice dei prezzi, detto deflatore, che depura una grandezza economica dagli effetti dell'inflazione.
L'indicatore dei prezzi si calcola come media pesata di un paniere di beni e servizi: per la coerenza della misura è fondamentale che il paniere preso in considerazione sia costante nel tempo, che sia rappresentativo dei consumi della famiglia italiana media (due lavoratori con due figli a carico), e che i prezzi su cui si effettua il calcolo siano misurati nello stesso periodo di riferimento. I prezzi vengono pesati sulla quantità, moltiplicandoli per un coefficiente che è la quantità venduta di ognuno in percentuale al totale.
I salari sono la somma della produttività del lavoro, i prezzi, e la quota di lavoro della produzione: quanto si può realizzare in un certo business con ogni ora lavorata dai dipendenti, quanto si può ricavare dalla produzione in questo stesso business, e quanto di quel ricavo deve/può essere trasferito ai dipendenti. Se i salari dei lavoratori aumentano più velocemente della loro produttività e dell'inflazione, le aziende che devono pagare salari più alti si trovano a dover scegliere tra due opzioni: possono trasferire i costi aggiuntivi sul cliente, facendo quindi aumentare i prezzi (globali) e favorendo l'aumento dell'inflazione, oppure possono assorbire i costi aggiuntivi riducendo il loro margine di profitto.

### Salario di riserva
Il salario di riserva è il livello salariale minimo al di sotto del quale l’individuo non accetta di lavorare. Misura quindi la ricompensa richiesta per entrare nel mercato del lavoro. In un contesto statico, il modello di riferimento è quello dell’offerta di lavoro in cui gli individui scelgono la quantità di lavoro da offrire sul mercato massimizzando la loro utilità, che dipende dal consumo e dal tempo libero, sotto un vincolo di bilancio. Se il salario di mercato è pari al salario di riserva dell’individuo, quest’ultimo è indifferente tra non partecipazione e lavoro per il mercato. Il salario di riserva è dato dunque dal rapporto tra l’utilità marginale del tempo libero e l’utilità marginale del reddito e indica quanto l’individuo richiede dal mercato per convincersi a lavorare la prima ora. La decisione di lavorare è in altri termini basata sul confronto tra il salario di riserva e quello di mercato.

## Crescita dei salari

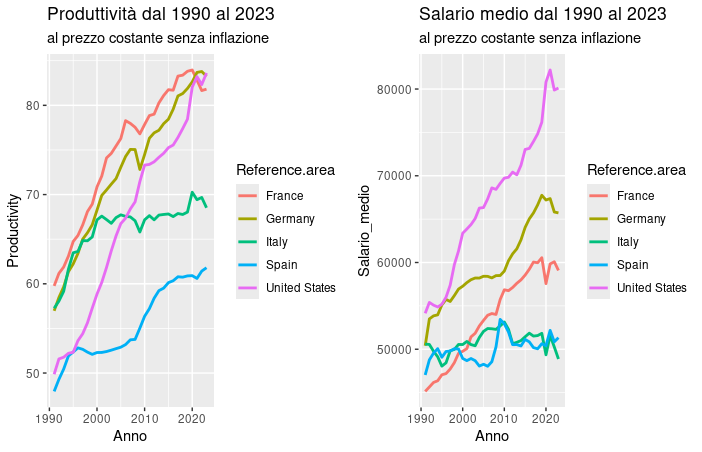
Fonti :

La crescita salariale (o crescita salariale reale ) è un aumento del salario corretto con l'inflazione, spesso espresso in percentuale. In macroeconomia , la crescita salariale è uno dei principali indicatori utilizzati per misurare la crescita economica a lungo termine, poiché riflette il potere d'acquisto del consumatore nell'economia e il livello del tenore di vita. La legge sul salario minimo viene spesso introdotta per aumentare la crescita dei salari, stimolando l'inflazione dei prezzi con il corrispondente potere d'acquisto nell'economia, infatti esiste una correlazione del 94,48% (Indice di correlazione di Pearson) tra salario minimo e salario medio per cui al crescere dell'uno cresce anche l'altro. Inoltre al fine di conseguire una forte crescita salariale costante e una crescita economica sostenibile, l'elevata produttività del lavoro come PIL per ore lavorate è un fattore determinante, infatti esiste una correlazione del 84,9% tra produttività e salario medio per cui al crescere della produttività cresce anche il salario.

## In Italia
In Italia, in un contesto specialistico di economia e diritto del lavoro, il concetto di salario non è identico a quello di stipendio. Infatti, nella dottrina economica relativa ai costi del personale, una determinata voce del conto economico è denominata "salari e stipendi".
La differenza sostanziale è che il salario è una retribuzione determinata in funzione alle ore lavorate e perciò storicamente tipica dell'operaio o figura assimilabile (ad esempio una collaboratrice domestica). Alcuni CCNL hanno distinzioni proprie tra salario e stipendio ma la differenza, nel tempo, si sta annullando e prevalentemente si assimila la retribuzione (dei lavori subordinati o parasubordinati) allo stipendio.
All'infuori di questo contesto specialistico, i due termini sono praticamente sinonimi.
In Italia, la Costituzione garantisce un salario minimo, come recita l'articolo 36, comma 1:
"Il lavoratore ha diritto ad una retribuzione proporzionata alla quantità e qualità del suo lavoro e in ogni caso sufficiente ad assicurare a sé e alla famiglia un'esistenza libera e dignitosa."
Questa garanzia costituzionale è attuata non attraverso una legislazione specifica, ma piuttosto attraverso la contrattazione collettiva che stabilisce standard salariali minimi settore per settore. La contrattazione collettiva è protetta dai sindacati, che hanno diritti costituzionali come la personalità giuridica. La Costituzione garantisce anche la parità retributiva alle donne, come recita l'articolo 37, comma 1:
"La donna lavoratrice ha gli stessi diritti e, a parità di lavoro, le stesse retribuzioni che spettano al lavoratore."

## Nel resto del mondo

### Botswana
In Botswana i salari sono pagati quasi interamente su base mensile con date di paga che cadono in date diverse della seconda metà del mese. Il giorno di paga di solito va dal 15 del mese all'ultimo giorno. La data di erogazione della retribuzione è solitamente determinata dall'azienda e in alcuni casi in collaborazione con il Sindacato dei Lavoratori riconosciuto.
Il Botswana Employment Act Cap 47:01 Chapter VII regola l'aspetto della protezione dei salari nei contratti di lavoro. Il periodo minimo e massimo di pagamento del salario, ad eccezione dei dipendenti occasionali, non deve essere inferiore a una settimana o superiore a un mese e, laddove non espressamente previsto, un mese è il periodo salariale predefinito ai sensi della sezione 75 della legge pagabile prima del terzo giorno lavorativo dopo il periodo salariale. I salari devono essere pagati durante l'orario di lavoro presso il luogo di lavoro o in qualsiasi altro modo, ad esempio tramite un conto bancario con il consenso del dipendente. I salari dovrebbero essere effettuati in corso legale, tuttavia, il pagamento parziale in natura non è proibito a condizione che sia appropriato per l'uso personale e il vantaggio del dipendente e della sua famiglia e il valore attribuibile a tale pagamento in natura sia equo e ragionevole.
Il salario minimo è fissato, adeguato e può anche essere abolito dal ministro su consiglio del comitato consultivo per i salari minimi per determinate categorie commerciali. Le categorie stabilite includono l'edilizia, l'edilizia, l'albergo, la ristorazione, il commercio all'ingrosso, i guardiani, il settore dei servizi domestici, il settore agricolo ecc. Gli attuali salari minimi fissati per questi settori sono stabiliti nella legislazione sussidiaria della legge.
Le donne in congedo di maternità hanno diritto al 25% dei loro salari come stabilito dalla legge sull'occupazione, ma la maggior parte delle aziende paga circa il 50% per il periodo.

### Danimarca
Lavorando per il governo danese, è stato concordato, in base ad accordi politici, che il salario dipende dall'anzianità, dall'istruzione e da un'indennità di qualificazione.

### Unione Europea
Secondo la legge europea, il movimento di capitali, servizi e risorse (umane) è illimitato tra gli Stati membri. La determinazione del salario, come il salario minimo, è ancora prerogativa di ogni Stato membro. Anche altri benefici sociali, associati ai salari, sono determinati a livello di Stato membro.

### India
In India, i salari vengono generalmente pagati l'ultimo giorno lavorativo del mese (governo, dipartimenti del settore pubblico, organizzazioni multinazionali e la maggior parte delle altre società del settore privato). Secondo il Payment of Wages Act, se un'azienda ha meno di 1.000 dipendenti, il salario viene pagato entro il 7 di ogni mese. Se un'azienda ha più di 1.000 dipendenti, il salario viene pagato entro il 10 di ogni mese.
I salari minimi in India sono regolati dal Minimum Wages Act, 1948. I dipendenti in India vengono informati dell'aumento del loro salario tramite una lettera cartacea consegnata loro.

### Giappone
In Giappone, i proprietari notificavano ai dipendenti gli aumenti salariali tramite "jirei". Il concetto esiste ancora ed è stato sostituito con un modulo elettronico, o e-mail nelle aziende più grandi. La posizione e il mondo dei "salarymen" sono aperti solo a un terzo degli uomini giapponesi. Fin dall'età scolare questi giovani potenziali vengono curati e preselezionati per entrare un giorno in azienda come “salaryman”. Il processo di selezione è rigoroso e successivamente l'avvio del processo parla di totale dedizione all'azienda.

### Polonia
L'articolo 65, paragrafo 4 della costituzione polacca afferma che "l'importo minimo del salario per il lavoro o il metodo per determinare tale importo saranno specificati con atto separato". Di conseguenza, il parlamento polacco (Sejm) ha emanato una legge del 10 ottobre 2002 sul salario minimo per lavoro, che determina le regole e la procedura per stabilire il salario minimo per ogni anno. L'importo del salario minimo (per i contratti di lavoro) e l'importo della tariffa oraria minima (per i contatti di servizio) è annunciato dal Consiglio dei ministri entro il 15 settembre di ogni anno nella Gazzetta ufficiale della Repubblica di Polonia "Monitor Polski". Di conseguenza, ai dipendenti a tempo pieno non può essere offerto un salario mensile inferiore al minimo legale, anche i dipendenti a tempo parziale sono coperti dal minimo legale calcolato proporzionalmente.

### Sudafrica
I salari minimi sono ampiamente utilizzati nei paesi in via di sviluppo per proteggere i lavoratori vulnerabili, ridurre le disparità salariali e far uscire dalla povertà i lavoratori poveri. La popolarità politica dei salari minimi deriva in parte dal fatto che la politica offre un mezzo per ridistribuire il reddito senza dover aumentare la spesa pubblica o stabilire meccanismi formali di trasferimento. La sfida per i responsabili politici è trovare quel livello salariale che sia considerato equo in considerazione delle esigenze dei lavoratori e del costo della vita, ma che non danneggi l'occupazione o la competitività globale di un paese.
Il guadagno medio dei dipendenti sudafricani è di R2800 al mese (189,45 USD) e il guadagno medio è di circa R8500. Queste cifre si trovano nelle statistiche SA. In effetti, riflettono l'enorme divario nella società sudafricana con un'ampia percentuale della popolazione sotto la soglia di povertà che non ha le stesse opportunità di lavoro.
I guadagni mensili medi della popolazione bianca (R9500) e indiana/asiatica (R6000) erano sostanzialmente superiori ai guadagni mensili medi delle loro controparti di colore (R2652) e africane nere (R2167). I neri africani guadagnavano il 22,% di quanto guadagnava la popolazione bianca; 36,1% di quanto guadagnavano indiani/asiatici; e l'81,7% di quanto guadagnava la popolazione di colore. Nel 5% inferiore, i neri africani guadagnavano R500 o meno al mese mentre la popolazione bianca guadagnava R2 000 o meno, mentre nel 5% superiore guadagnavano R12 567 o più rispetto alla popolazione bianca che guadagnava R34000 o più al mese.

### Paesi Bassi
Nei Paesi Bassi il salario che si verifica più frequentemente è indicato come Jan Modaal. Il termine "modale" deriva dal termine statistico Modus. Se la politica macroeconomica del governo influisce negativamente su questo gruppo di reddito o salario "modale", spesso la politica viene adeguata per proteggere questo gruppo di percettori di reddito. La parola olandese "soldij" può essere direttamente collegata alla parola "soldaat" o soldato, che trova la sua origine nella parola per la moneta d'oro solidus, con la quale i soldati venivano pagati durante l'Impero Romano.
I Paesi Bassi sono tra i primi 5 paesi con i salari più alti nell'UE. L'attenzione si è concentrata sui livelli salariali e sui bonus di accompagnamento, mentre i benefici secondari, sebbene presenti, sono stati minimizzati, ma le cose stanno cambiando. I Paesi Bassi rivendicano una posizione 36 quando si tratta di benefici secondari rispetto ad altri paesi in Europa.
Il salario minimo è determinato attraverso negoziati collettivi di lavoro (CAO). Il salario minimo dipende dall'età; il salario minimo legale per un sedicenne è inferiore, ad esempio, a quello di un 23enne (salario minimo pieno). Gli adeguamenti al salario minimo vengono effettuati due volte l'anno; il 1º gennaio e il 1º luglio. Il salario minimo per un ventunenne al 1º gennaio 2013 è di 1.065,30 euro netti al mese e il 1º luglio 2013 tale salario minimo è di 1.071,40 euro netti al mese. Per un ragazzo di 23 anni il 1 gennaio 2014 è di 1485,60 Euro di salario lordo/mese più l'8% di sussidio ferie quindi 1604,45 Euro di salario lordo/mese

### Stati Uniti
Negli Stati Uniti, la distinzione tra salari periodici (che normalmente vengono corrisposti indipendentemente dalle ore lavorate) e salari orari (che soddisfano un test sul salario minimo e prevedono straordinari) è stata codificata per la prima volta dal Fair Labor Standards Act del 1938. A quel tempo, cinque categorie sono state identificate come "esentasse" dal salario minimo e dalle tutele degli straordinari, e quindi salariabili. Nel 1991, alcuni lavoratori informatici sono stati aggiunti come sesta categoria, ma a partire dal 23 agosto 2004 le categorie sono state riviste e ridotte a cinque (dirigenti, amministrativi, professionisti, informatici e addetti alle vendite esterne).
Nel giugno 2015 il Dipartimento del lavoro ha proposto di aumentare "la soglia salariale da $ 455 a settimana (l'equivalente di $ 23.660 all'anno) a circa $ 970 a settimana ($ 50.440 all'anno) nel 2016". Il 18 maggio 2016 l'aggiornamento della finale è stato annunciato il regolamento sugli straordinari. In vigore dal 1º dicembre 2016 si legge:
"La regola finale fissa il livello salariale standard al 40° percentile dei guadagni settimanali dei lavoratori salariati a tempo pieno nella regione censita con i salari più bassi, attualmente il Sud ($ 913 a settimana, equivalenti a $ 47.476 all'anno per un lavoratore a tempo pieno)".
"La regola finale stabilisce il livello di retribuzione annuale totale HCE pari al 90° percentile dei guadagni dei lavoratori salariati a tempo pieno a livello nazionale ($ 134.004 all'anno). Per essere esentato come HCE, un dipendente deve anche ricevere almeno il nuovo importo salariale standard di $ 913 a settimana su base salariale o compenso e superare un test di mansioni minime."
"Sebbene la FLSA garantisca la protezione del salario minimo e degli straordinari per la maggior parte dei dipendenti coperti dalla legge, alcuni lavoratori, compresi i dipendenti EAP in buona fede, sono esentati da tali protezioni. Dal 1940, i regolamenti del Dipartimento hanno generalmente richiesto il superamento di ciascuno dei tre test per applicare l'esenzione EAP della FLSA:
1. al dipendente deve essere corrisposta una retribuzione predeterminata e fissa non soggetta a riduzioni a causa di variazioni della qualità o della quantità del lavoro svolto (“salary basis test”);
2. l'importo del salario pagato deve soddisfare un importo minimo specificato ("test del livello di salario");
3. le mansioni lavorative del dipendente devono riguardare in via prioritaria mansioni esecutive, amministrative o professionali così come definite dalla normativa (“duties test”).[44]

"La regola finale include un meccanismo per aggiornare automaticamente il requisito del livello salariale standard ogni tre anni per garantire che rimanga un test significativo per distinguere tra colletti bianchi protetti dagli straordinari e lavoratori EAP in buona fede che potrebbero non avere diritto alla retribuzione degli straordinari e a fornire prevedibilità e cambiamenti salariali più graduali per i datori di lavoro. In particolare, il livello salariale standard sarà aggiornato per mantenere una soglia pari al 40° percentile dei guadagni settimanali dei lavoratori salariati a tempo pieno nella regione censita con i salari più bassi".
"Per la prima volta, i datori di lavoro potranno utilizzare bonus non discrezionali e pagamenti di incentivi (comprese le commissioni) per soddisfare fino al 10 percento del livello salariale standard. Tali pagamenti possono includere, ad esempio, bonus di incentivi non discrezionali legati alla produttività e alla redditività".
Una regola generale per confrontare i salari periodici con i salari orari si basa su una settimana lavorativa standard di 40 ore con 50 settimane all'anno (meno due settimane per le ferie). (Esempio: il salario periodico di $ 40.000/anno diviso per 50 settimane equivale a $ 800/settimana. Dividere $ 800/settimana per 40 ore standard equivale a $ 20/ora).

### Zimbabwe
Lo Zimbabwe opera su un sistema a due livelli: salari e stipendi. Gli stipendi sono gestiti dal National Employment Council (NEC). Ogni settore ha il proprio NEC; cioè agricoltura, comunicazioni, miniere, ristorazione, istituzioni educative, ecc. Nel consiglio ci sono rappresentanti dei sindacati e dei datori di lavoro. Il settore pubblico è sotto la Commissione del servizio pubblico e salari e stipendi sono negoziati lì.
Gli stipendi vengono negoziati annualmente o ogni due anni per gli stipendi minimi, le condizioni di lavoro di base e le retribuzioni. Se c'è una situazione di stallo si va all'arbitrato con il Ministero del lavoro. La sentenza diventerà vincolante per tutte le società del settore. Le industrie spesso usano le loro associazioni per negoziare e esprimere le loro opinioni. Ad esempio, l'industria mineraria nomina un dipendente all'interno della camera delle miniere per partecipare a tutte le riunioni e il sottocomitato con gli operatori del settore è un forum di discussione.
Gli stipendi sono negoziati dai rispettivi dipendenti. Tuttavia, NEC ovviamente influisce sulla relatività e funge quasi da barometro per il personale dipendente. Gli stipendi e i salari nello Zimbabwe sono normalmente pagati mensilmente. La retribuzione della maggior parte delle aziende intorno al 20 consente vari pagamenti legali e l'elaborazione per la fine del mese. Anche i dipendenti del governo sono scaglionati per facilitare il flusso di cassa, sebbene gli insegnanti vengano pagati intorno alla metà del mese essendo il 16º. I lavoratori agricoli sono normalmente pagati l'ultimo giorno del mese in quanto sono lavoratori a contratto.
Gli abitanti dello Zimbabwe tengono la maggior parte dei salari in banca. Tutti i dipendenti pubblici sono pagati tramite la banca. Dalla "dollarizzazione" (spostamento dal dollaro dello Zimbabwe all'USD) lo Zimbabwe si è spostato verso un settore più informale e questi sono pagati in "buste marroni".
PAYE (Pay As You Earn) contribuisce in modo significativo alle tasse essendo il 45%. Dato l'alto tasso di disoccupazione la tassa è piuttosto pesante. Questo ovviamente cattura coloro che pagano e tengono i registri correttamente. Il salario medio è probabilmente di $ 250. Questo è distorto verso il basso dal gran numero di dipendenti pubblici il cui salario medio è intorno a lì. Nella fascia più alta i salari sono abbastanza competitivi e questo è per essere in grado di attrarre le giuste competenze anche se il costo della vita è alto, quindi bilancia questo aspetto. Un alto reddito dello Zimbabwe spende molti più soldi per le necessità rispetto ad un alto reddito sudafricano. Questo è più evidente quando si fa un confronto con gli Stati Uniti o l'Inghilterra. La necessità di avere un generatore, un pozzo trivellato o comprare l'acqua o prendersi cura della famiglia allargata poiché non c'è assistenza data la situazione finanziaria del governo.
Nei giorni dell'iper-inflazione i salari erano il fattore di produzione più economico dato che veniva pagato in modo così irregolare sebbene arrivasse a due volte al mese. Poiché i lavoratori non potevano ritirare il proprio denaro, la retribuzione era spesso nelle seguenti forme:
- I tagliandi carburante erano i più popolari e le persone venivano pagate in litri di carburante
- Il prodotto che l'azienda sta vendendo; es. carne di maiale/carne per i mattatoi
- Il pagamento in valuta estera era illegale e si doveva chiedere un'esenzione speciale o dimostrare che le proprie entrate/finanziamenti erano ricevuti in valuta estera come le ONG o gli esportatori
- Azioni per le società quotate in borsa (non nel tradizionale schema di opzione ma solo ottenendo azioni)

## Negoziazione del salario
Prima dell'accettazione di un'offerta di lavoro, il potenziale dipendente ha solitamente l'opportunità di negoziare i termini dell'offerta. Questo si concentra principalmente sul salario, ma si estende anche a benefici, accordi di lavoro e altri servizi. La negoziazione del salario può potenzialmente portare il potenziale dipendente a un salario più alto. In effetti, uno studio del 2009 sui dipendenti ha indicato che coloro che hanno negoziato il salario hanno visto un aumento medio di $ 4.913 rispetto alla loro offerta di salario originale. Inoltre, il datore di lavoro può sentirsi più sicuro di aver assunto un dipendente con forti capacità interpersonali e la capacità di affrontare i conflitti. La negoziazione del salario produrrà quindi probabilmente un risultato complessivamente positivo per entrambi i lati del tavolo delle trattative.
Forse l'aspetto più importante della negoziazione salariale è il livello di preparazione del potenziale dipendente. La ricerca di base su salari comparabili aiuterà il potenziale dipendente a comprendere l'intervallo appropriato per quella posizione. La valutazione delle offerte alternative che il potenziale dipendente ha già ricevuto può aiutare nel processo di negoziazione. La ricerca sulla società stessa aiuterà a identificare dove le concessioni possono essere fatte dalla società e cosa potrebbe essere potenzialmente considerato off-limits. Questi elementi, e altri, possono essere organizzati in un documento di pianificazione delle trattative che può essere utilizzato nella valutazione delle offerte ricevute dal datore di lavoro.

### Effetti della prospettiva
Lo stesso studio del 2009 ha evidenziato le differenze di personalità e le mentalità negoziali che hanno contribuito a risultati positivi. Nel complesso, gli individui che sono avversi al rischio (p. es., preoccupati di apparire ingrati per l'offerta di lavoro) tendevano ad evitare le trattative salariali o ad utilizzare approcci molto deboli al processo di negoziazione. Al contrario, coloro che erano più tolleranti al rischio si sono impegnati in negoziazioni più frequentemente e hanno dimostrato risultati superiori. Gli individui che hanno affrontato la negoziazione come un problema distributivo (cioè vedendo un salario più alto come una vittoria per lui/lei e una perdita per il datore di lavoro) si sono ritrovati con un salario più alto, ma un tasso di soddisfazione inferiore al termine. Coloro che hanno affrontato la negoziazione come un problema integrativo (ovvero vedendo il processo di negoziazione come un'opportunità per espandere il regno delle possibilità e aiutare entrambe le parti a ottenere un risultato "vincente") sono stati in grado sia di assicurarsi un aumento del salario sia un risultato di cui erano veramente soddisfatti.

### Differenze di genere
Le disparità salariali tra uomini e donne possono essere in parte spiegate dalle differenze nelle tattiche di negoziazione utilizzate da uomini e donne. Sebbene uomini e donne abbiano la stessa probabilità di avviare una negoziazione salariale con i datori di lavoro, gli uomini otterranno risultati più elevati rispetto alle donne di circa il 2% del salario iniziale. Gli studi hanno indicato che gli uomini tendono utilizzare tattiche di negoziazione attiva per chiedere direttamente salario, mentre le donne tendono a utilizzare un approccio più indiretto enfatizzando le tattiche di autopromozione (ad esempio spiegando la motivazione per essere un buon impiegato). Altre ricerche indicano che i modelli di gioco della prima infanzia possono influenzare il modo in cui uomini e donne negoziano. Uomini e donne tendono a considerare il salario in modo diverso in termini di importanza relativa. Il livello generale di fiducia in una negoziazione può anche essere un fattore determinante del motivo per cui gli uomini tendono a ottenere risultati più elevati nelle trattative salariali. Infine, la sola consapevolezza di questo stereotipo può indurre direttamente le donne a ottenere risultati inferiori, come indica uno studio. Indipendentemente dalla causa, il risultato produce una disparità tra uomini e donne che contribuisce al divario salariale complessivo osservato in molte nazioni.
La Costituzione della Repubblica del Sud Africa nella sezione 239 prevede il diritto a pratiche di lavoro eque ai sensi dell'articolo 23. L'articolo 9 della Costituzione prevede l'uguaglianza nella Carta dei diritti, che un dipendente può aumentare in caso di parità di retribuzione controversia. Ai sensi dell'articolo 9, paragrafo 1, “tutti sono eguali davanti alla legge e hanno diritto ad eguale protezione e beneficio della legge'”. Inoltre, “lo Stato non può discriminare ingiustamente nessuno, direttamente o indirettamente, per uno o più motivi, tra cui razza, genere, sesso, gravidanza, stato civile, origine etnica o sociale, colore, orientamento sessuale, età, disabilità, religione, coscienza, credo, cultura, lingua e nascita”. I dipendenti sudafricani che avevano un lavoro retribuito avevano guadagni mensili medi di R2 800. I guadagni mensili medi per gli uomini (R3 033) erano superiori a quelli delle donne (R2 340) - le donne con un lavoro retribuito guadagnavano il 77,1% di quello che guadagnavano gli uomini.

### Ruolo del peso
La ricerca condotta nel 2011 ha mostrato che il "doppio standard di peso" potrebbe essere più complesso di quanto suggerito dalla ricerca passata. Questo non è rilevante solo per le donne, ma anche per gli uomini. Le più piccole differenze di divario di reddito si verificano con pesi magri (dove gli uomini sono penalizzati e le donne vengono premiate) e l'opposto accade con pesi più pesanti, dove le donne sono colpite in modo più negativo.